# Paauilo
Paauilo es un lugar designado por el censo ubicado en el condado de Hawái en el estado estadounidense de Hawái. En el año 2000 tenía una población de 571 habitantes y una densidad poblacional de 191,6 personas por km².

## Geografía
Paauilo se encuentra ubicado en las coordenadas 20°2′38″N 155°22′13″O / 20.04389, -155.37028.

## Demografía
Según la Oficina del Censo en 2000 los ingresos medios por hogar en la localidad eran de $34.659, y los ingresos medios por familia eran $34.792. Los hombres tenían unos ingresos medios de $23.750 frente a los $25.000 para las mujeres. La renta per cápita para la localidad era de $13.477. Alrededor del 12,3% de la población estaba por debajo del umbral de pobreza.